# Nuovo Impegno
Nuovo Impegno è stato un periodico pubblicato a Pisa dal dicembre 1965, data di uscita del primo numero, al dicembre 1976 quando, con il numero 38, cessò le pubblicazioni.

## Storia
«Nuovo impegno : rivista bimestrale di letteratura» venne fondata a Pisa nel 1965 da un gruppo di giovani intellettuali provenienti dalle file delle organizzazioni del movimento operaio e dai partiti storici della sinistra. Tra questi ricordiamo Romano Luperini, Franco Petroni (Direttore Responsabile), Gianfranco Ciabatti, Carlo Alberto Madrignani. La rivista è nota per essere una di quelle che precorsero il "movimento" del 1968. Nei primi anni l'interesse principale è quello letterario e culturale, con la rivendicazione - fin dal titolo - di un nuovo impegno degli intellettuali in ambito sociale e politico. All'inizio si parlava di "cultura rivoluzionaria" e di "letteratura di opposizione"; il primo numero presentava un carteggio tra Gianfranco Ciabatti e Franco Fortini.
Dopo pochi numeri la rivista lasciava cadere la sua prima autodefinizione di "bimestrale di letteratura" per occuparsi essenzialmente di problemi politici, teorici e culturali connessi al "movimento" che esploderà nel '68. La svolta avvenne nel 1967 e nasceva dalla convinzione che "una cultura rivoluzionaria era possibile solo in presenza di una pratica rivoluzionaria". Prima lavorò in rapporto con il gruppo toscano de Il potere operaio pisano (organizzazione politica extraparlamentare da distinguere nettamente da Potere Operaio di Toni Negri e Franco Piperno), poi -  dopo che Il potere operaio pisano si trasformò in Lotta Continua - continuò le pubblicazioni come organo, sia pure indiretto, della Lega dei comunisti col sottotitolo «Rivista trimestrale marxista-leninista». Nuovo impegno ha continuato ad essere pubblicato fino al 1976 per 33 numeri complessivi. La sua esperienza si conclude con la partecipazione della Lega dei Comunisti  e della redazione di Nuovo Impegno alla fondazione di Democrazia Proletaria nel 1977.
Gli articoli sul movimento sindacale italiano sono stati inseriti nel 1981 in una miscellanea della Feltrinelli: Lavoro scienza potere.